# A Brit-szigetek terminológiája
A Brit-szigetek politikai értelemben az Egyesült Királyságból, koronafüggőségeiből és Írországból, földrajzi értelemben Nagy-Britanniából, az Ír-szigetből és további kisebb szigetekből áll.

## A leggyakrabban használt kifejezések közti különbségek
| Brit-sziget Nagy-Britannia (angolul Great Britain)                                                         | Nagy-Britannia és Észak-Írország Egyesült Királysága Egyesült Királyság (angolul United Kingdom)                           | Egyesült Királyság és koronafüggőségei (angolul British Islands) | Brit-szigetek (angolul British Isles)             |
| | |                                                                  |                                                   |
| Anglia (kivéve a tengeri szigeteit) Skócia (kivéve a tengeri szigeteit) Wales (kivéve a tengeri szigeteit) | Brit-sziget (Nagy-Britannia) + Észak-Írország + Anglia tengeri szigetei + Skócia tengeri szigetei + Wales tengeri szigetei | Egyesült Királyság + Brit koronafüggőségek                       | Egyesült Királyság és koronafüggőségei + Írország |

### A kifejezések jelentéstartalma

#### Nagy-Britannia
|  | A Nagy-Britannia kifejezés több jelentéstartalommal bír. - Általános szóhasználatban egy földrajzi meghatározás, mely a Brit-szigetek (és Európa) legnagyobb, a világ 8. legnagyobb szigetét jelöli. A szigeten találhatóak Anglia, Skócia és Wales szárazföldi területei, de az országokhoz tartozó szigeteket és szigetcsoportokat a kifejezés nem tartalmazza. Ennek a jelentésnek a Magyarországon használt megfelelője a Brit-sziget. - A politikai szóhasználatban előfordul, hogy a Nagy-Britannia megnevezéssel Anglia, Skócia és Wales együttesére utalnak (tehát beleértik Anglia, Skócia és Wales szigeteit, de az Egyesült Királyság részét képező Észak-Írországot nem). A kifejezés ezen jelentését használja az Európai Unió országismertetése is ("Anglia, Wales és Skócia (melyeket együttesen Nagy-Britanniának neveznek)"), és ebben az értelemben használja a Földrajzinév-bizottság is, amikor a 68/637. (2009.IX.29.) állásfoglalásában úgy fogalmaz, hogy "Javasoljuk az Egyesült Királyság (Nagy-Britannia és Észak-Írország) forma használatát". Az Egyesült Királyság teljes nevében (Nagy-Britannia és Észak-Írország Egyesült Királysága) szintén ebben az értelemben szerepel. - A magyar szóhasználatban korábban általános volt, de sokan még napjainkban is – pontatlanul – az Egyesült Királyság teljes nevét lerövidítve, annak szinonimájaként használják (tehát beleértik Anglia, Skócia és Wales szigeteit, és Észak-Írországot is). Ezt a használatot megengedi, hogy bár a Földrajzinév-bizottság a 68/637. (2009.IX.29.) állásfoglalásában úgy határozott, hogy "Javasoljuk az Egyesült Királyság (Nagy-Britannia és Észak-Írország) forma használatát", de az Ország- és területnevek felsorolásában rövid országnévként a ("terjedőben" jelzővel szereplő) Egyesült Királyság mellett továbbra is szerepel a Nagy-Britannia is. Az elnevezés törlésével a Földrajzinév-bizottság már több alkalommal (45/427. (2003.IV.28.), 46/440. (2003.VI.30.) és 69/643. (2009.XII.14.) FNB. Hat.) is foglalkozott, de mindannyiszor elutasította. Jogszabályi környezetben, a nemzetközi kapcsolatokban illetve a hivatalos kommunikációban nem fordul elő, hogy a Nagy-Britannia kifejezést az Egyesült Királyság alternatívájaként használják. |

#### Egyesült Királyság
|  | Az Egyesült Királyság megnevezés egy politikai kifejezés, mely a hivatalosan Nagy-Britannia és Észak-Írország Egyesült Királysága rövidebb, általánosan használt alakja. Az Egyesült Királyság részei Anglia, Skócia, Wales és Észak-Írország. Az Egyesült Királyság területéhez tartozik Nagy-Britannia szigete, az Ír-sziget északkeletii része, és az országokhoz tartozó szigetek. Nem része az Ír-sziget nagyobb részét elfoglaló Írország, illetve annak területe. A magyar szóhasználatban az Egyesült Királyság szinonimájaként gyakran a pontatlan Nagy-Britannia kifejezést használják. A Földrajzinév-bizottság a 68/637. (2009.IX.29.) állásfoglalásában úgy határozott, hogy "Javasoljuk az Egyesült Királyság (Nagy-Britannia és Észak-Írország) forma használatát". |

#### Egyesült Királyság és koronafüggőségei
|  | Az Egyesült Királyság és koronafüggőségei egy politikai meghatározás: a koronafüggőségek nem részei az Egyesült Királyságnak, de mivel az Egyesült Királyság parlamentje esetenként hoz olyan döntéseket is, melyek a koronafüggőségekre is kihatnak, így szükséges volt egy gyűjtőfogalom bevezetése. A koronafüggőségek az Ír-tengerben fekvő Man-sziget, és az Atlanti-óceánban található Csatorna-szigetek (melynek Guernsey Bailiffség és Jersey Bailiffség a részei). Mivel a British Islands fordítása megegyezne a szintén használt British Isles fordításával, így a Földrajzinév-bizottság a 100/892. (2017. VI. 13) FNB Áf. szakvéleményében az Egyesült Királyság és koronafüggőségei kifejezés használatát javasolta (a határozat, illetve az ezzel kapcsolatos levelezés az OTRS-ben ticket:2017080210017218 szám alatt került archiválásra). |

#### Brit-szigetek
|  | A Brit-szigetek kifejezés egy földrajzi meghatározás, mely Nagy-Britannia, az Ír-sziget, és az ezekhez tartozó szigetek összességét jelenti (beleértve a Csatorna-szigeteket is). |

## Politikai meghatározások

### A Brit-szigeteken található országok
|        |        |       |                |          |
| Anglia | Skócia | Wales | Észak-Írország | Írország |

## Földrajzi meghatározások

### A Brit-szigetekhez tartozó jelentősebb szigetek
|                |           |                   |            |
| Nagy-Britannia | Ír-sziget | Csatorna-szigetek | Man-sziget |